# Hasse Samuelsson
Kurt Hasse Evert Samuelsson, född 21 september 1938 i Virserums församling, död 20 februari 2013 i Helga Trefaldighets församling i Uppsala, var svensk bassångare och musiker.
Samuelsson var bleckblåsare i och organisatör av Glasblåsarna, pianist samt förste bas i Allmänna sången och Orphei Drängar. Han var ansvarig för OD:s mest sålda skiva Christmas Music.
Han var vice vd inom Sinf - Svensk Industriföreningen med ansvar för en rad branschföreningar bland annat Elektronikindustriföreningen, Föreningen svensk programvaruindustri, Svenska Moderådet, Svenska Tekoindustriföreningen och Promise.
Han var även medlem av Teldoks redaktionsråd. Hasse Samuelsson är begravd på Uppsala gamla kyrkogård.